# Planetgear
Planetgearet er en måde at udforme en tandhjulsudveksling på.
Gearet består af 3 grupper tandhjul og en base:
- Solhjulet: Det indvendige centrale tandhjul
- Basen: Bærer de centrale dele af gearet, vil typisk bære sol- og planethjulene
- Planethjulene: En række tandhjul i samme størrelse (typisk mellem 3 og 9) der har indgreb med solhjulet og kransen.
- Ringhjulet (også kendt som månehjulet): Den ydre kant med indvendig fortanding som har indgreb med planethjulene.

Kraften kan tilføres enten via solhjulet (nedgearing) eller via ringhjulet (opgearing) eller ved at rotere basen og så holde solhjul eller krans fast.
Er alle tandhjul i konstant indgreb, og låses planethjulene, vil ind og udgangshastighed være den samme.
Hvis kraften tilføres via solhjulet, og basen holdes fast, vil planethjulene dreje med om deres egen aksel med en hastighed svarende til forholdet mellem solhjulets og planethjulets tænder.
Hvis solhjulet har S antal tænder, og planethjulene har P antal tænder, vil deres indbyrdes om-drejningsforhold være –S/P.
Eksempelvis kan solhjulet have 24 tænder og planethjulet 16 tænder, så er forholdet mellem deres omdrejninger -24/16, eller -3/2, hvilket vil sige, at for hver omgang solhjulet snurrer, vil planethjulet snurre 1,5 omgang.
Planethjulene driver så igen ringhjulet med forholdet mellem disse, hvis ringhjulet har R tænder, vil denne snurre med P/R for hver omgang planethjulene snurrer.
Eksempelvis kan ringhjulet have 64 tænder og planethjulet 16 tænder, så for hver omdrejning planethjulet snurrer, vil ringhjulet snurre -16/64, eller -1/4 omgang. Dette medfører så:
- En omdrejning af solhjulet resulterer i –S/P omdrejninger af planethjulene
- En omdrejning af planethjulene resulterer i P/R omdrejninger af ringhjulet

Så hvis basen holdes fast, vil en omdrejning af solhjulet resultere i –S/R omdrejning af ringhjulet.

Planetgearet kan på grund af sit design med flere planethjul overføre et højt drejningsmoment sin størrelse taget i betragtning.
Ønskes flere udvekslinger, ”stables” planetgearene, og drivakslen bringes i indgreb med det solhjul der passer til den ønskede udveksling, denne type gear kaldes tradiplanetgear og kendes bl.a. fra cykler med indvendige gear.